# وادارنده مداری
وادارنده مداری (به انگلیسی: Orbital forcing) اثر تغییرات آهسته در شیب محور زمین و شکل مدار زمین به دور خورشید بر اقلیم است (به چرخه‌های میلانکوویچ مراجعه کنید). این تغییرات مداری مقدار کل نور خورشیدی که به زمین می‌رسد را تا ۲۵٪ در میانگان (از ۴۰۰ تا ۵۰۰ وات بر مترمربع در عرض‌های جغرافیایی ۶۰ درجه) تغییر می‌دهد. در این زمینه، اصطلاح «وادارنده» به معنای فرایند فیزیکی است که بر آب و هوای زمین تأثیر می‌گذارد.
اعتقاد بر این است که این سازوکار مسئول زمان‌بندی چرخه‌های عصر یخبندان است. کاربرد دقیق نظریه میلانکوویچ امکان پیش‌بینی یک عصر یخبندان «ناگهانی» را نمی‌دهد (به‌طور ناگهانی چیزی کمتر از یک یا دو قرن)، زیرا سریع‌ترین دوره مداری حدود ۲۰۰۰۰ سال است. زمان دوره‌های یخبندان گذشته به خوبی با پیش‌بینی‌های نظریه میلانکوویچ منطبق است و این اثرات را می‌توان در آینده محاسبه کرد.
چرخه های میلانکوویچ نیز با تغییرات محیطی در طول دوره های گلخانه ای تاریخ اقلیم زمین مرتبط است. تغییرات در رسوبات دریاچه‌ای مربوط به بازه‌های زمانی چرخه‌های مداری دوره‌ای به‌عنوان شواهدی از وادارنده مداری بر اقلیم در طول دوره‌های گلخانه‌ای مانند پالئوژن اولیه تفسیر شده است.

## نمای کلی

داده‌های هسته یخ طول دوره‌های یخبندان به‌طور متوسط ۱۰۰۰۰۰~ سال است. منحنی آبی دما، منحنی سبز CO_{۲} و منحنی قرمز گرد باد-زده یخبندان (بادرُفت) است. تاریخ امروز در سمت راست نمودار است.

گاهی ادعا می‌شود که طول قله دمای بین یخبندان فعلی مشابه طول قله بین یخبندان قبلی (سنگامونی/ایم اشتاگه) خواهد بود؛ بنابراین، ممکن است به پایان این دوره گرم نزدیک شویم. با این حال، این نتیجه‌گیری احتمالاً اشتباه است: طول دوره‌های بین یخبندان قبلی به‌طور خاص منظم نبوده‌است (نمودار را در سمت راست ببینید). برگر و لوتر (۲۰۰۲) استدلال می‌کنند که «با یا بدون اختلالات انسانی، آب و هوای گرم کنونی ممکن است ۵۰۰۰۰ سال دیگر ادامه یابد. دلیل آن حداقل در گریز از مرکز مدار زمین به دور خورشید است.» همچنین، آرچر و گانوپولسکی (۲۰۰۵) گزارش کردند که انتشار احتمالی CO۲ درآینده ممکن است برای سرکوب چرخه یخبندان برای ۵۰۰ کیلوسال بعدی کافی باشد.
امروزه در نیمکره شمالی، تابستان 4.66 روز بیشتر از زمستان و بهار 2.9 روز بیشتر از پاییز است.